# Râul Chiuruțul de Mijloc
Râul Chiuruțul de Mijloc este un curs de apă, afluent al râului Mureș. 